# Saint-Gondon
Saint-Gondon est une commune française située dans le département du Loiret en région Centre-Val de Loire.

## Toponymie
Le village porta successivement les noms de Nobiliacus (866), Sanctus Gundulfus (901), pendant la Révolution le village dut porter les noms de Gondon la Tour (dû à la Motte féodale de la fin du XIe siècle) et Gondon la Fontaine (dû à la fontaine miraculeuse apparue lors du transfert des reliques de Gundulfus - ermite vivant au VIe siècle en forêt proche d'Autry le Chatel -lieu qui prit le nom de Chapelle Gondon puis le Petit Saint-Gondon) Saint-Gondon sur Loyre (1879) puis Saint-Gondon.

## Géographie

### Localisation

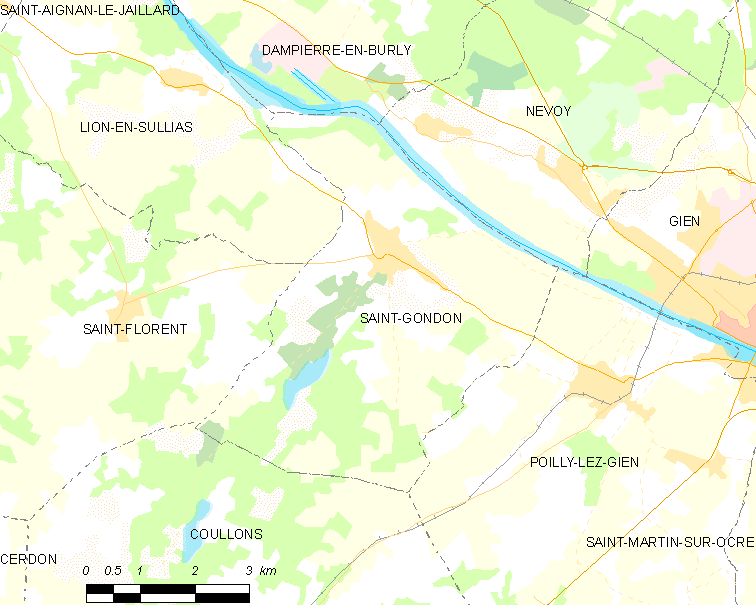
Carte de la commune de Saint-Gondon et des communes limitrophes.

La commune de Saint-Gondon se trouve dans le quadrant sud-est du département du Loiret, dans la région agricole de la Sologne et l'aire urbaine de Gien. À vol d'oiseau, elle se situe à 52,6 km  d'Orléans, préfecture du département, à 36,7 km de Montargis, sous-préfecture, et à 6,7 km de Gien, ancien chef-lieu du canton dont dépendait la commune avant mars 2015. La commune fait partie du bassin de vie de Gien.
Les communes les plus proches sont : Nevoy (3,5 km), Poilly-lez-Gien (4,8 km), Lion-en-Sullias (5 km), Saint-Florent (5 km), Gien (6,7 km), Dampierre-en-Burly (7,3 km), Ouzouer-sur-Loire (8,9 km), Saint-Aignan-le-Jaillard (9,2 km), Coullons (9,3 km) et Saint-Martin-sur-Ocre (9,8 km).

### Géologie et relief

#### Géologie
La commune se situe dans le sud du Bassin parisien, le plus grand des trois bassins sédimentaires français. Cette vaste dépression, occupée dans le passé par des mers peu profondes et des lacs, a été comblée, au fur et à mesure que son socle s’affaissait, par des sables et des argiles, issus de l’érosion des reliefs alentours, ainsi que des calcaires d’origine biologique, formant ainsi une succession de couches géologiques.
Les couches affleurantes sur le territoire communal sont constituées de formations superficielles du Quaternaire et de roches sédimentaires datant du Cénozoïque, l'ère géologique la plus récente sur l'échelle des temps géologiques, débutant il y a 66 millions d'années, et du Mésozoïque, anciennement appelé Ère secondaire, qui s'étend de −252,2 à −66,0 Ma. La formation la plus ancienne est de la craie blanche à silex remontant à la période Crétacé. La formation la plus récente est des alluvions récentes des lits mineurs remontant à l’époque Holocène de la période Quaternaire. Le descriptif de ces couches est détaillé dans  les feuilles « n°399 - Châteauneuf-sur-Loire » et « n°400 - Châtillon-Coligny » de la carte géologique au 1/50 000ème du département du Loiret, et leurs notices associées,.

Carte géologique de la commune.

|  | Fz :  | alluvions récentes des lits mineurs, Holocène                                                     |
|  | FC :  | alluvions et colluvions du fond des vallées secondaires, Holocène                                 |
|  | Fy :  | alluvions récentes des levées et montilles de la Loire et des basses terrasses du Loing, Holocène |
|  | Fw :  | alluvions de haute terrasse de la Loire, Pléistocène (Riss), terrasse +10 -15 m                   |
|  | Fvb : | alluvions de haute terrasse, Pléistocène (Mindel), terrasse +20 m                                 |

|  | FuL : | alluvions de très haute terrasse de la Loire, Pléistocène (Villafranchien), terrasse +40 m |
|  | qOE : | Limons et Loess, Quaternaire                                                               |

|  | m3-p1SASo : | sables et argiles de Sologne, Langhien supérieur à Pliocène inférieur |

|  | e4PN : | poudingue de Nemours, Paléocène-Éocène inférieur |

|  | e1-4Rc : | complexe argilo-sableux à silex = argiles à silex, Paléocène-Éocène inférieur |

|  | c4Cr : | craie blanche à silex, Santonien |

#### Relief
La superficie cadastrale de la commune publiée par l’Insee, qui sert de références dans toutes les statistiques, est de 22,40 km2,. La superficie géographique, issue de la BD Topo, composante du Référentiel à grande échelle produit par l'IGN, est quant à elle de 24,1 km2. Son relief est relativement plat puisque la dénivelée maximale atteint 47 mètres. L'altitude du territoire varie entre 117 m et 164 m.

### Hydrographie
- La Loire et la rivière l'Aquiaulne (du latin Conia) traversent le territoire de la commune.

### Climat
Pour des articles plus généraux, voir Climat du Centre-Val de Loire et Climat du Loiret.
En 2010, le climat de la commune est de type climat océanique dégradé des plaines du Centre et du Nord, selon une étude du CNRS s'appuyant sur une série de données couvrant la période 1971-2000. En 2020, Météo-France publie une typologie des climats de la France métropolitaine dans laquelle la commune est exposée à un climat océanique altéré et est dans la région climatique Centre et contreforts nord du Massif Central, caractérisée par un air sec en été et un bon ensoleillement.
Pour la période 1971-2000, la température annuelle moyenne est de 10,7 °C, avec une amplitude thermique annuelle de 15,5 °C. Le cumul annuel moyen de précipitations est de 681 mm, avec 11 jours de précipitations en janvier et 7,3 jours en juillet. Pour la période 1991-2020, la température moyenne annuelle observée sur la station météorologique de Météo-France la plus proche, sur la commune de Villemurlin à 16 km à vol d'oiseau, est de 11,6 °C et le cumul annuel moyen de précipitations est de 691,2 mm,. Pour l'avenir, les paramètres climatiques de la commune estimés pour 2050 selon différents scénarios d'émission de gaz à effet de serre sont consultables sur un site dédié publié par Météo-France en novembre 2022.

### Milieux naturels et biodiversité

#### Sites Natura 2000
Le réseau Natura 2000 est un réseau écologique européen de sites naturels d’intérêt écologique élaboré à partir des Directives «Habitats » et «Oiseaux ». Ce réseau est constitué de Zones Spéciales de Conservation (ZSC) et de Zones de Protection Spéciale (ZPS). Dans les zones de ce réseau, les États membres s'engagent à maintenir dans un état de conservation favorable les types d'habitats et d'espèces concernés, par le biais de mesures réglementaires, administratives ou contractuelles. L'objectif est de promouvoir une gestion adaptée des habitats tout en tenant compte des exigences économiques, sociales et culturelles, ainsi que des particularités régionales et locales de chaque État membre. les activités humaines ne sont pas interdites, dès lors que celles-ci ne remettent pas en cause significativement l’état de conservation favorable des habitats et des espèces concernés,. Les sites Natura 2000 présents sur le territoire communal de Saint-Gondon sont au nombre de trois.
| Désignation                                             | Numéro    | Type                                     | Arrêté          | Description |
| ------------------------------------------------------- | --------- | ---------------------------------------- | --------------- | --- |
| « Vallée de la Loire de Tavers à Belleville-sur-Loire » | FR2400528 | SIC (Directive "Habitats, faune, flore") | 13 avril 2007   | Le site de la « Vallée de la Loire de Tavers à Belleville-sur-Loire », d'une superficie de 7 120 ha, concerne 51 communes. La délimitation de ce site Natura 2000 est très proche de celle correspondant à la Directive Oiseaux. L'intérêt majeur du site repose sur les milieux ligériens liés à la dynamique du fleuve, qui hébergent de nombreuses espèces citées en annexe II de la directive Habitats. Elle se situe dans la frange nord de la commune. |
| « Sologne »                                             | FR2402001 | SIC (Directive "Habitats, faune, flore") | 26 octobre 2009 | La ZSC « Sologne », d'une superficie totale de 346 184 ha, constitue une vaste étendue émaillée d'étangs, située en totalité sur les formations sédimentaires du burdigalien. L'agriculture est en recul et on observe une fermeture des milieux naturels (landes). Plusieurs ensembles naturels de caractère différent se distinguent sur ce site : - la Sologne des étangs ou Sologne centrale, qui recèle plus de la moitié des étangs de la région ; les sols sont un peu moins acides que dans le reste du pays ; - la Sologne sèche ou Sologne du Cher, qui se caractérise par une plus grande proportion de landes sèches à bruyère cendrée, callune et Hélianthème faux-alysson ; - la Sologne maraîchère, qui abrite encore une agriculture active et possède quelques grands étangs en milieu forestier ; - la Sologne du Loiret, au nord, qui repose en partie sur des terrasses alluviales de la Loire issues du remaniement du soubassement burdigalien, ensemble auquel appartient la commune de Saint-Gondon. Elle se situe dans la partie ouest de la commune. |
| « Vallée de la Loire du Loiret »                        | FR2410017 | ZPS (Directive "Oiseaux")                | 4 mai 2007.     | Le site de la « Vallée de la Loire du Loiret » s'étend sur 7 684 ha et concerne la vallée de la Loire dans le Loiret. Cette ZPS se poursuit en amont et en aval sur les départements voisins. L'intérêt majeur du site repose sur les milieux et les espèces ligériens liés à la dynamique du fleuve. Ces milieux hébergent de nombreuses espèces citées en annexe I de la directive Oiseaux. Le site est caractérisé par la présence de colonies nicheuses de sternes naine et pierregarin et de mouette mélanocéphale. Des sites de pêche du Balbuzard pêcheur sont également présents. Le site est également lieu de reproduction du bihoreau gris, de l'aigrette garzette, de la bondrée apivore, du milan noir, de l'œdicnème criard, du martin-pêcheur, du pic noir, de la pie-grièche écorcheur. Elle se situe dans la frange nord de la commune. |

Sélection de représentants de l'avifaune de la zone Natura 2000 « Vallée de la Loire du Loiret ».
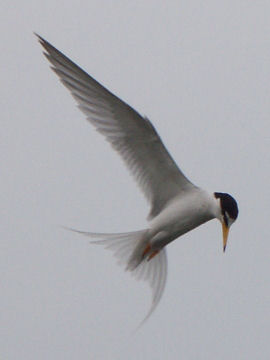
Sterne naine.
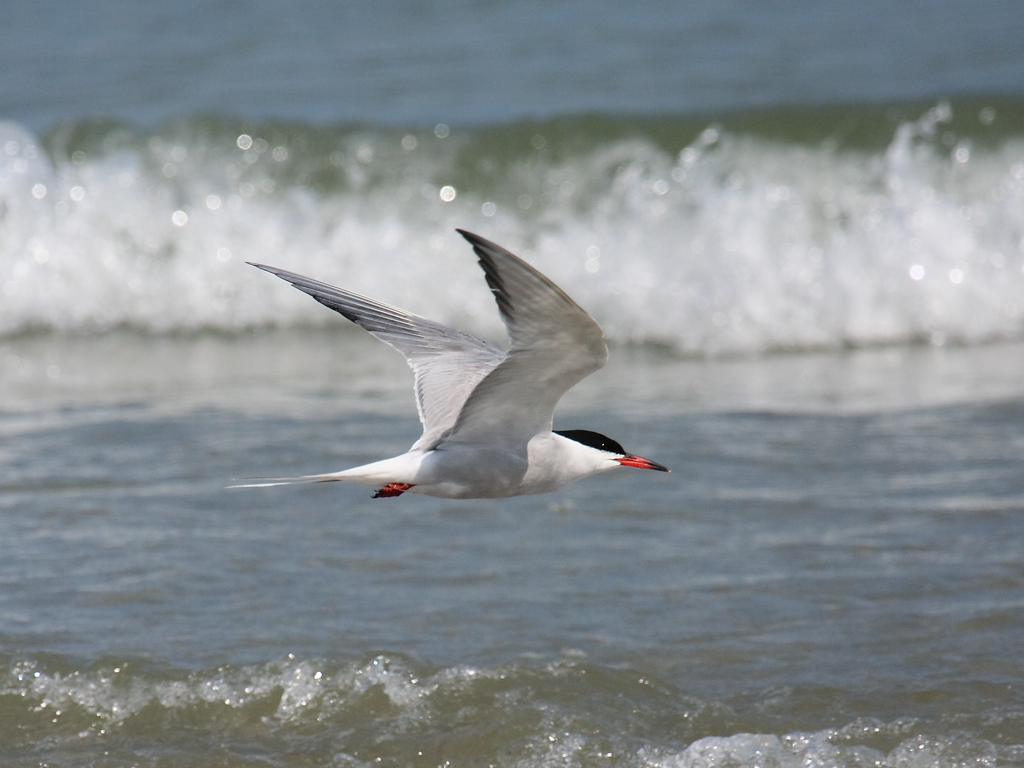
Sterne pierregarin.
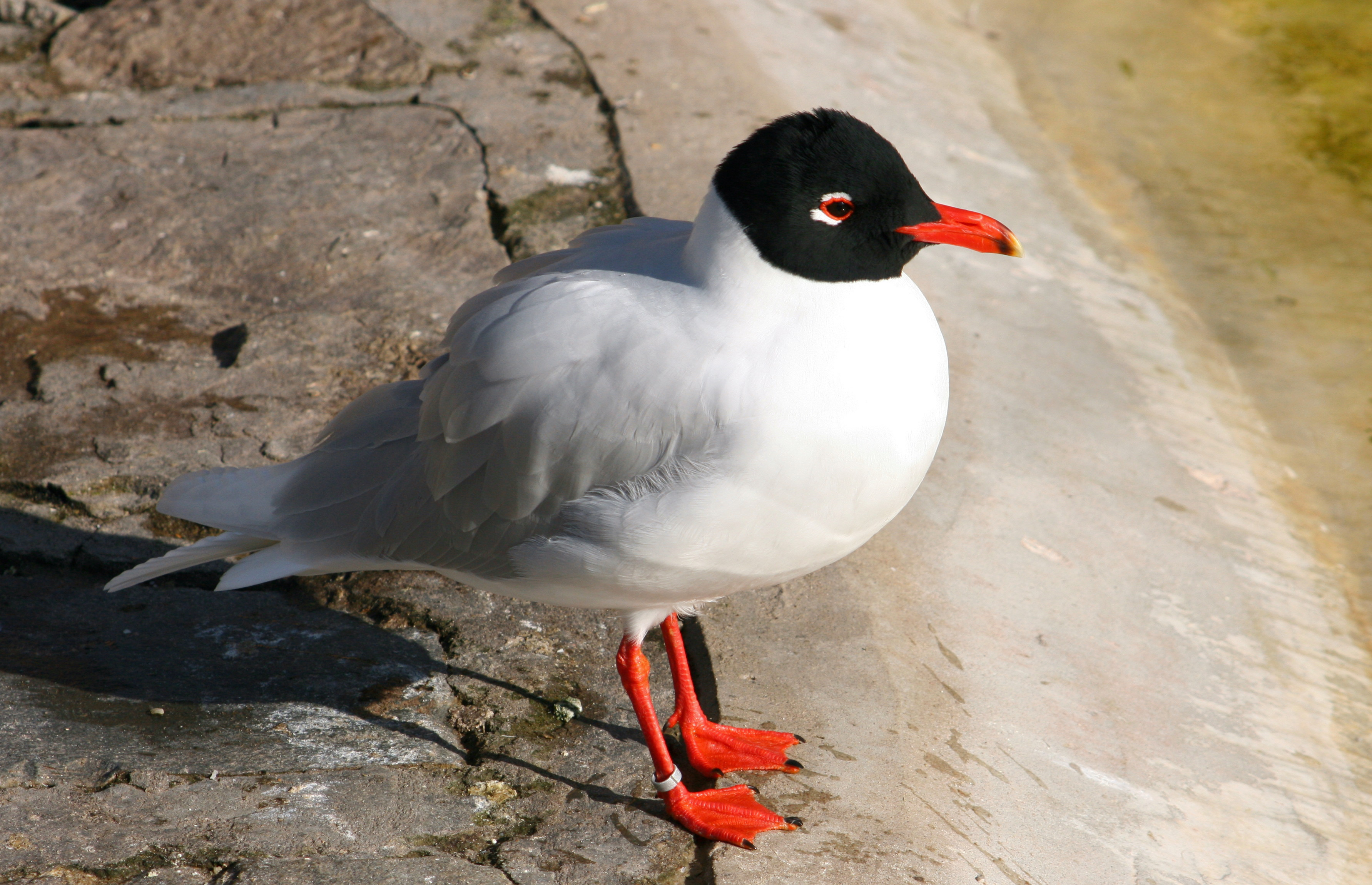
Mouette mélanocéphale.
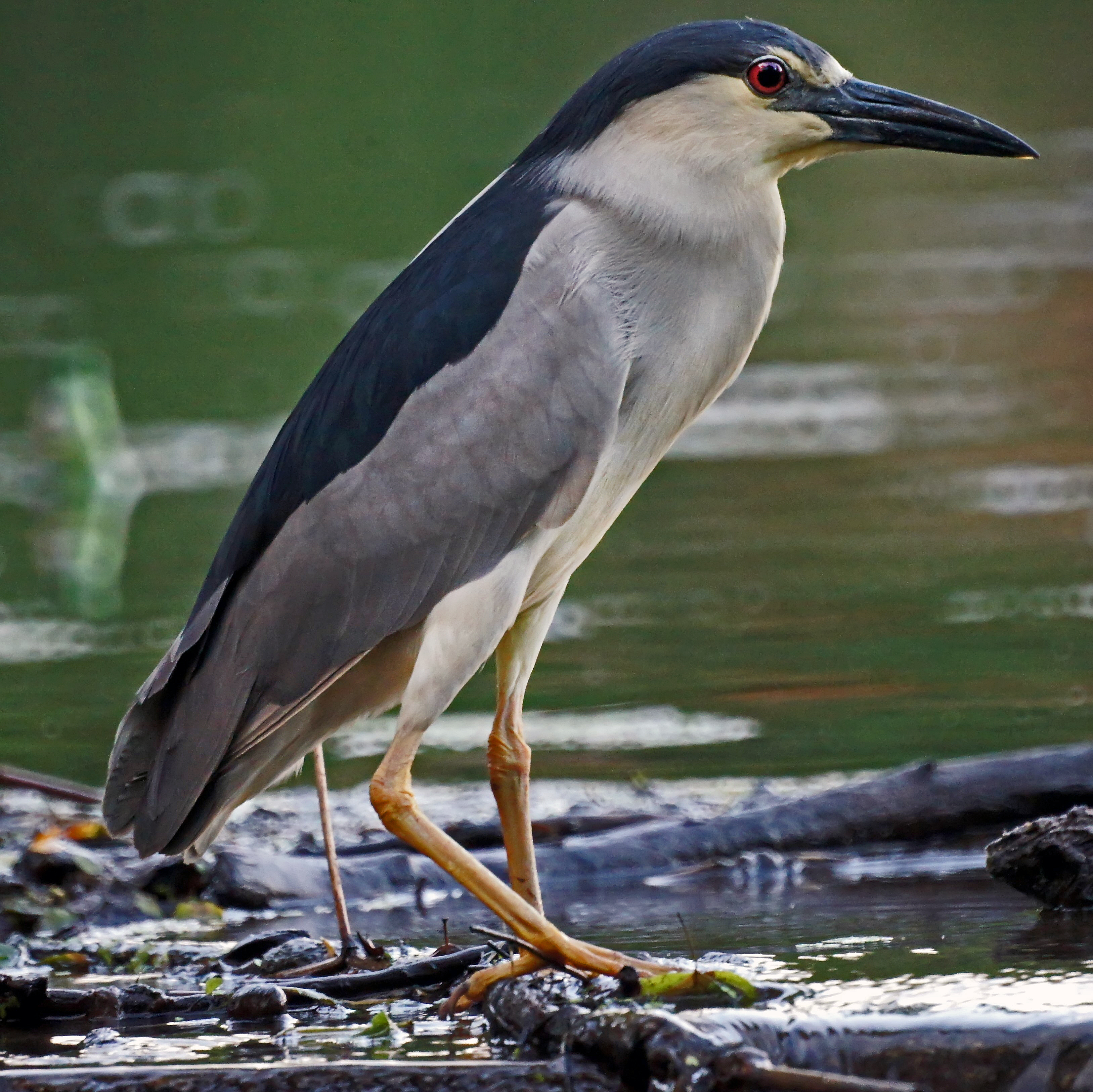
Bihoreau gris.
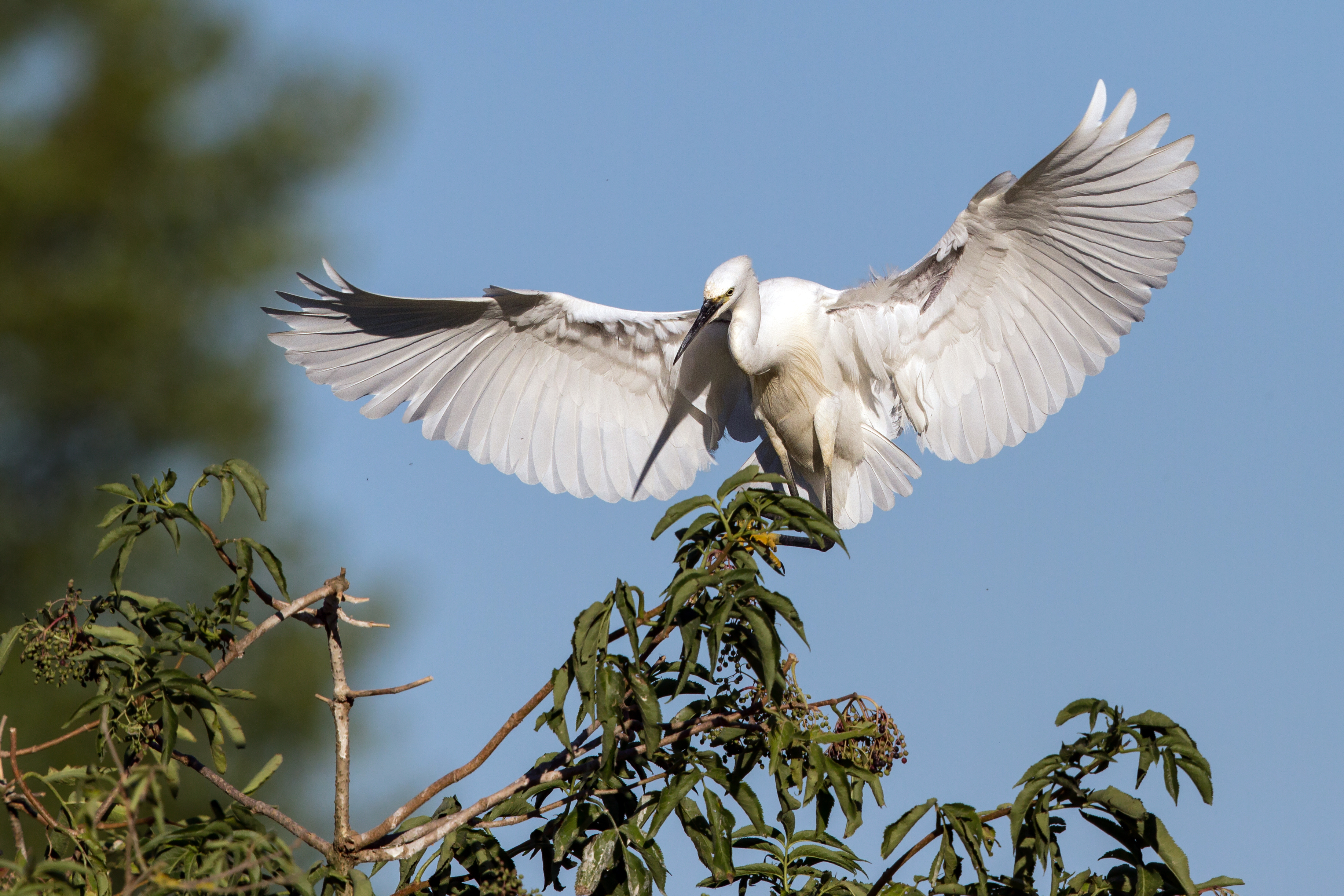
Aigrette garzette.
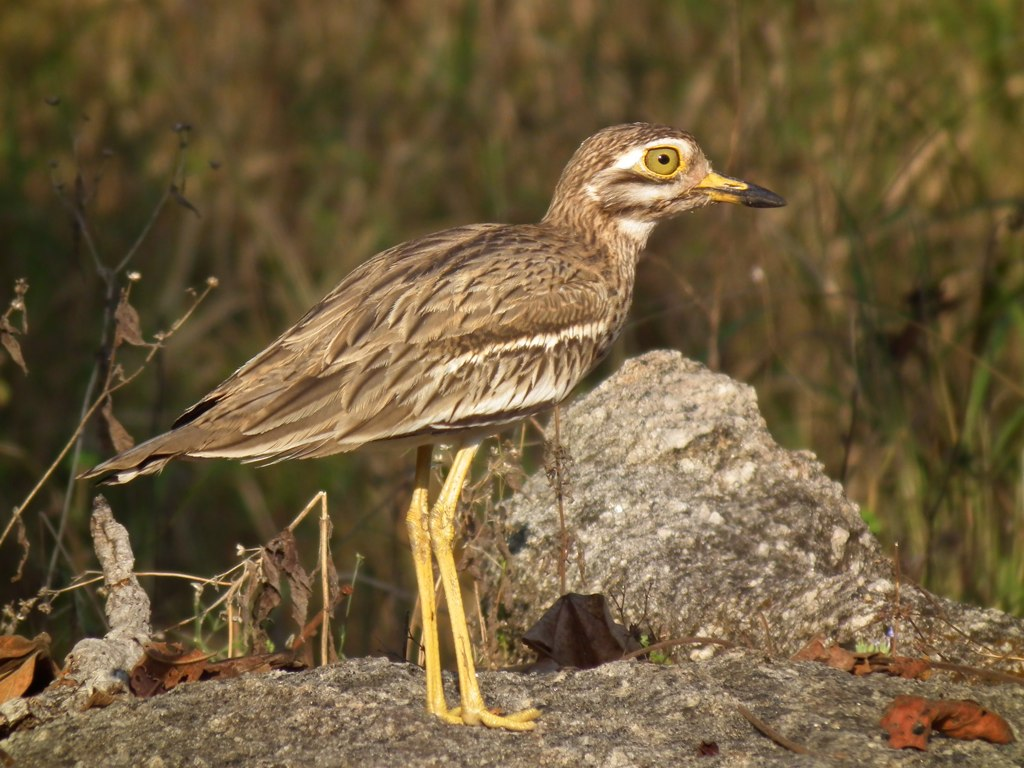
Œdicnème criard.
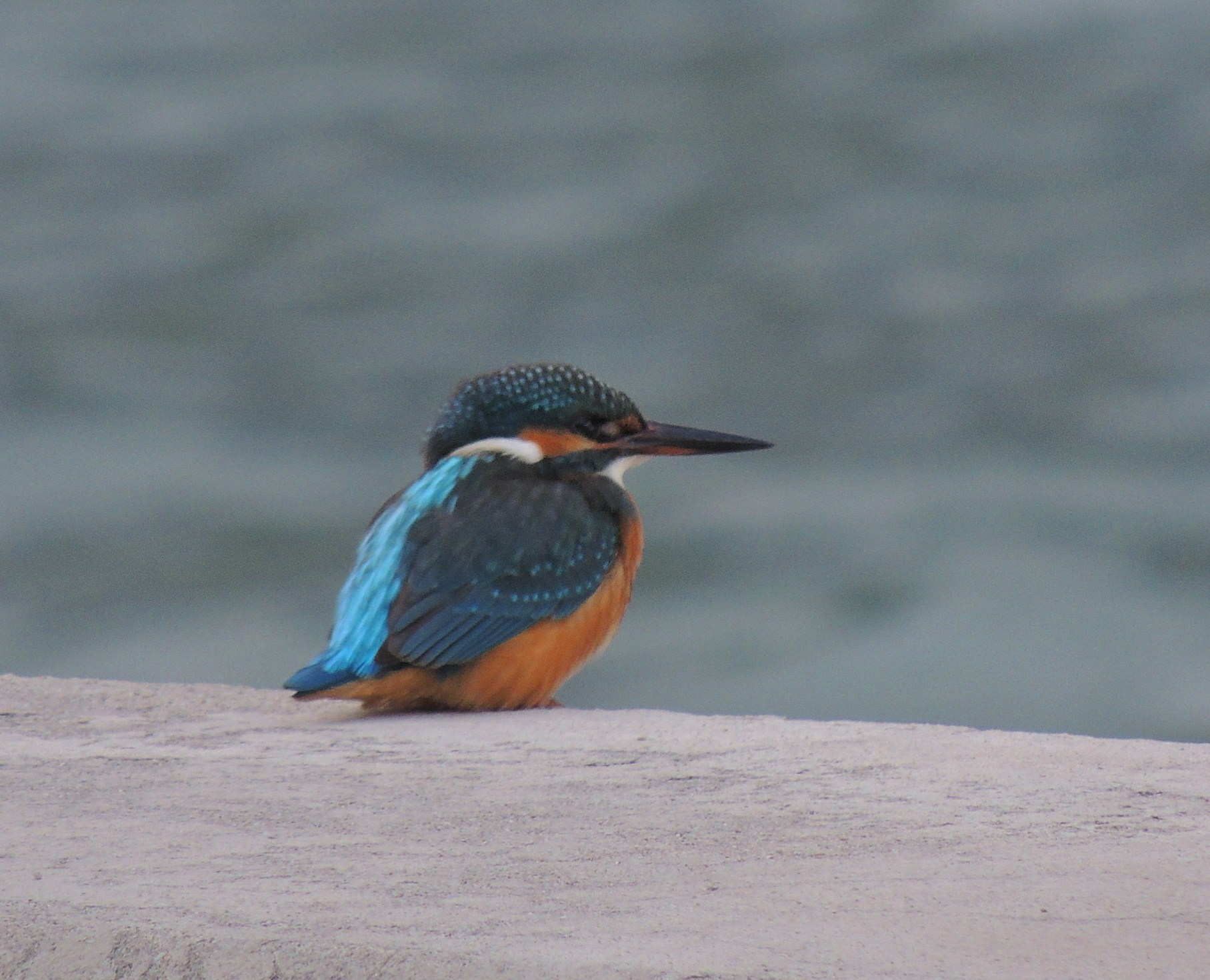
Martin-pêcheur d'Europe.

#### Zones nationales d'intérêt écologique, faunistique et floristique
L’inventaire des zones naturelles d'intérêt écologique, faunistique et floristique (ZNIEFF) a pour objectif de réaliser une couverture des zones les plus intéressantes sur le plan écologique, essentiellement dans la perspective d’améliorer la connaissance du patrimoine naturel national et de fournir aux différents décideurs un outil d’aide à la prise en compte de l’environnement dans l’aménagement du territoire. Le territoire communal de Saint-Gondon comprend quatre ZNIEFF.

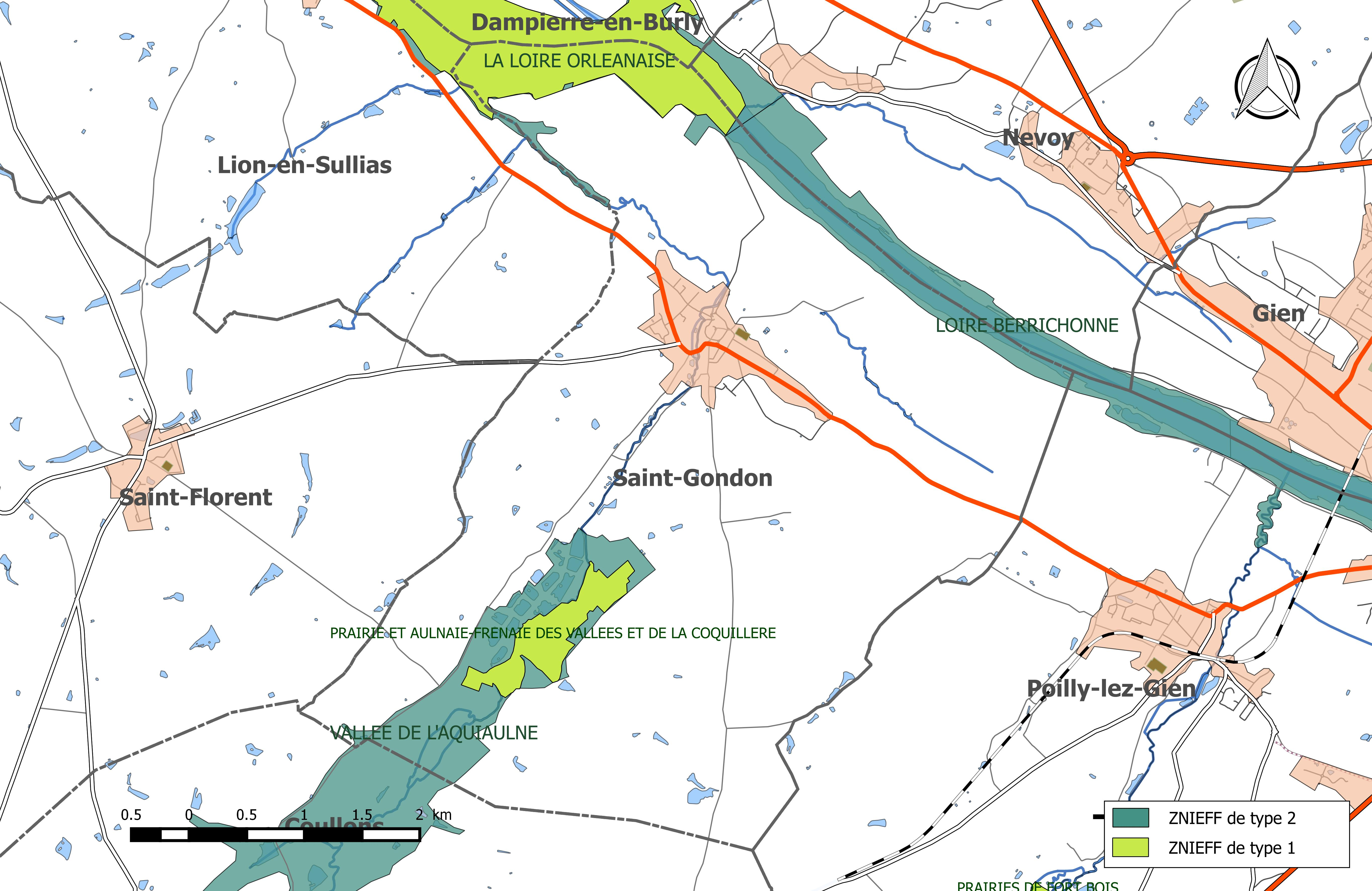
Carte des ZNIEFF de la commune et de ses abords.

| Désignation                                                    | Type   | Superficie     | Description |
| -------------------------------------------------------------- | ------ | -------------- | --- |
| « La Loire entre l'Ormette et la Naudiere »                    | type 1 | 586 hectares   | La zone concerne six communes. Son altitude varie entre 115 et 120 m. Depuis plus de 30 ans, les îles de Cuissy sont un haut lieu de l'observation des concentrations de limicoles migrateurs variés. C'est aussi le secteur de Loire le plus fréquenté par les Balbuzards pêcheurs. De tous temps, ce secteur a également été fortement fréquenté par les balbuzards en migration qui y trouvent une nourriture sans doute d'accès plus facile qu'ailleurs grâce aux nombreux radiers formés par les grèves et les courants. A l'amont, le Bois de l'Ormette est occupé par une héronnière qui accueille une belle population d'aigrettes garzettes depuis le début des années 90 (la première du département). Ce site est aussi l'un des rares secteurs de la Loire moyenne à accueillir régulièrement la reproduction du Milan noir, de la fauvette babillarde et de la pie-grièche écorcheur. Le secteur est en outre occupé par plusieurs familles de Castor d'Europe. |
| « La loire orléanaise »                                        | type 2 | 5 458 hectares | La zone s'étend sur 37 communes, dont Saint-Gondon, et se superpose pour la commune à la zone Natura 2000 de nom similaire. Elle correspond à la boucle septentrionale du fleuve. Son altitude varie entre 80 et 135 m. Elle se caractérise par un lit mineur largement occupé par des îles et grèves sableuses. Ces milieux soumis au marnage annuel recèlent de multiples habitats plus ou moins temporaires. C'est pratiquement la seule section qui présente des méandres. On observe, sur les basses terrasses, quelques formations sablo-calcaires. |
| « Loire berrichonne »                                          | type 2 | 7 058 hectares | Cette zone s'étend sur 31 communes dont 19 dans le Cher et 12 dans le Loiret. La Loire berrichonne (on pourrait dire nivernaise ou bourguignonne) se caractérise par un lit mineur tressé avec de nombreuses îles et grèves. La forêt alluviale occupe une surface bien plus importante que dans les autres sections de la Loire moyenne. Le cours grossièrement orienté Nord-Sud assure à la fois une fonction de corridor écologique et d'étape migratoire. C'est aussi un secteur important de reproduction de l'avifaune. |
| « Prairie et aulnaie-frênaie des vallées et de la Coquillere » | type 1 | 48 hectares    | L'altitude de cette zone varie entre 128 et 140 m. La zone comprend une aulnaie-frênaie inondable et fontinale avec des secteurs plus marécageux. On rencontre dans ces boisements des espèces comme Chrysosplenium oppositifolium ou d'osmonde royale (Osmunda regalis) mais surtout ce site abrite la seule station d'Equisetum sylvaticum de la région. |
| « Vallée de l'Aquiaulne »                                      | type 2 | 473 hectares   | Cette zone s'étend sur deux communes : Coullons et Saint-Gondon. Son altitude varie entre 127 et 154 m. L'Aquiaulne descend du Berry Orléanais pour rejoindre la Loire au niveau de Saint-Gondon. Son parcours entre le plateau et le Val de Loire est relativement court. Son vallon, ample, est tapissé d'un mélange complexe de colluvions et d'alluvions variées provenant des terrains environnants : argiles à silex plus ou moins acides, calcaires. L'occupation du sol répond à cette diversité des sols : c'est une mosaique de milieux de taille très variable (bois marécageux, prairies naturelles plus ou moins humides) avec un très fort intérêt botanique (Equisetum sylvaticum, Chrysosplenium oppositifolium, Maianthemum bifolium) et entomologique (Leucorrhinia caudalis, le damier de la succise (Euphydryas aurinia)). |

## Histoire
Le bourg dépendra de la seigneurie de Sully (sur Loire) jusqu'à la Révolution française.
Le village devient une place forte à partir du XIIe siècle et, en 1588, refuse l'entrée de l'armée d'Henri III.
En 1652, l'armée de Turenne en route vers Gien passe par Saint-Gondon. Une croix commémore ce passage.

### Héraldique
| Blason de Saint-Gondon | Les Armoiries de Saint-Gondon : De sinople a deux fasces d'argent chargées chacune de trois croisettes pattées de gueules. |

## Urbanisme

### Typologie
Au 1er janvier 2024, Saint-Gondon est catégorisée bourg rural, selon la nouvelle grille communale de densité à sept niveaux définie par l'Insee en 2022.
Elle est située hors unité urbaine. Par ailleurs la commune fait partie de l'aire d'attraction de Gien, dont elle est une commune de la couronne,. Cette aire, qui regroupe 29 communes, est catégorisée dans les aires de moins de 50 000 habitants,.

### Occupation des sols
L'occupation des sols de la commune, telle qu'elle ressort de la base de données européenne d’occupation biophysique des sols Corine Land Cover (CLC), est marquée par l'importance des territoires agricoles (61,3 % en 2018), en diminution par rapport à 1990 (65,2 %). La répartition détaillée en 2018 est la suivante : 
terres arables (36,8 %), forêts (28,5 %), zones agricoles hétérogènes (15,1 %), prairies (9,4 %), zones urbanisées (5 %), eaux continentales (4,1 %), milieux à végétation arbustive et/ou herbacée (1,1 %).
L'évolution de l’occupation des sols de la commune et de ses infrastructures peut être observée sur les différentes représentations cartographiques du territoire : la carte de Cassini (XVIIIe siècle), la carte d'état-major (1820-1866) et les cartes ou photos aériennes de l'IGN pour la période actuelle (1950 à aujourd'hui).

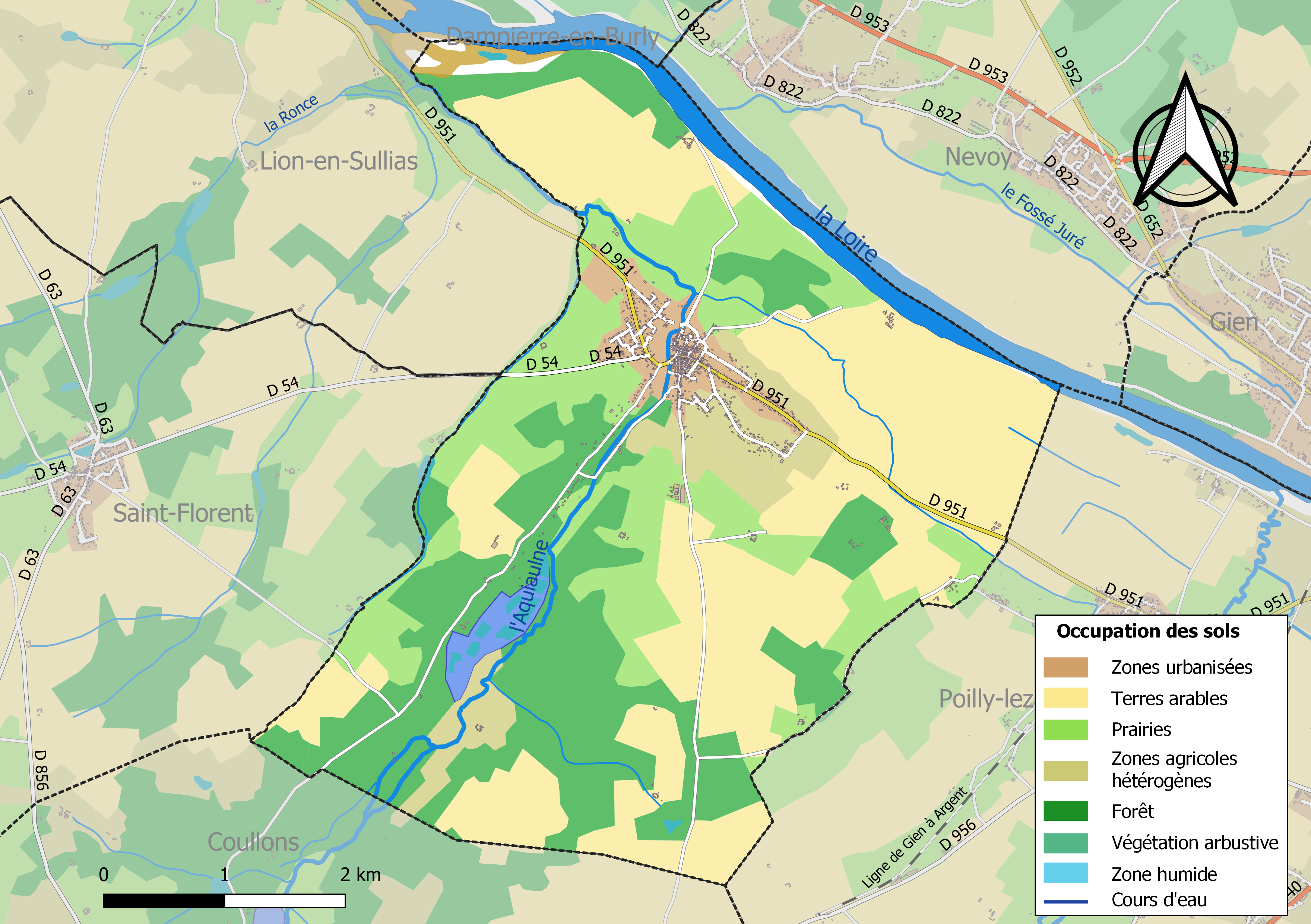
Carte des infrastructures et de l'occupation des sols de la commune en 2018 (CLC).
Carte orthophotographique de la commune en 2016.

### Planification

#### SCoT du pays giennois
La loi SRU du 13 décembre 2000 a incité fortement les communes à se regrouper au sein d’un établissement public, pour déterminer les partis d’aménagement de l’espace au sein d’un SCoT, et ce sous peine de ne plus pouvoir ouvrir à l’urbanisation de nouveaux espaces. En effet, dans certaines conditions, en l’absence de SCoT approuvé, les zones naturelles (N) et les zones d’urbanisation future (AU) ne peuvent plus, sauf dérogation, être ouvertes à l’urbanisation. Tel est le principe posé par l’article L.122-2 du Code de l’urbanisme. En application des dispositions de l'article L.122-18 du Code de l'urbanisme, le Schéma Directeur de la Région de Gien approuvé le 16 juillet 1996 avait été maintenu avec valeur de Schéma de Cohérence Territoriale. Le Schéma regroupait les communes de Coullons, Gien, Nevoy, Poilly-lez-Gien, Saint-Brisson-sur-Loire, Saint-Gondon, Saint-Martin-sur-Ocre. En l'absence de délibération de la communauté des communes giennoises, dont fait partie Saint-Gondon, sur son évolution à l'échéance du délai de 10 ans à compter du 13 décembre 2000, ce SCot est devenu caduc à compter du 13 décembre 2010.
En se dotant de la compétence « élaboration, gestion et suivi d’un Schéma de Cohérence Territoriale à l’échelle du Pays du Giennois » par arrêté préfectoral du 11 mars 2010, le Syndicat mixte du Pays du Giennois s'engage en faveur d’un projet global d’aménagement et de développement durable du territoire du pays du Giennois. Le schéma de cohérence territoriale du pays giennois, qui regroupe 31 communes dont Gien, a ainsi été prescrit le 4 novembre 2010. Le projet de schéma a été arrêté le 30 juin 2015 puis soumis à l'enquête en octobre 2015 et approuvé le 29 mars 2016 et est opposable depuis le 8 avril 2016,.

### Voies de communication et transports

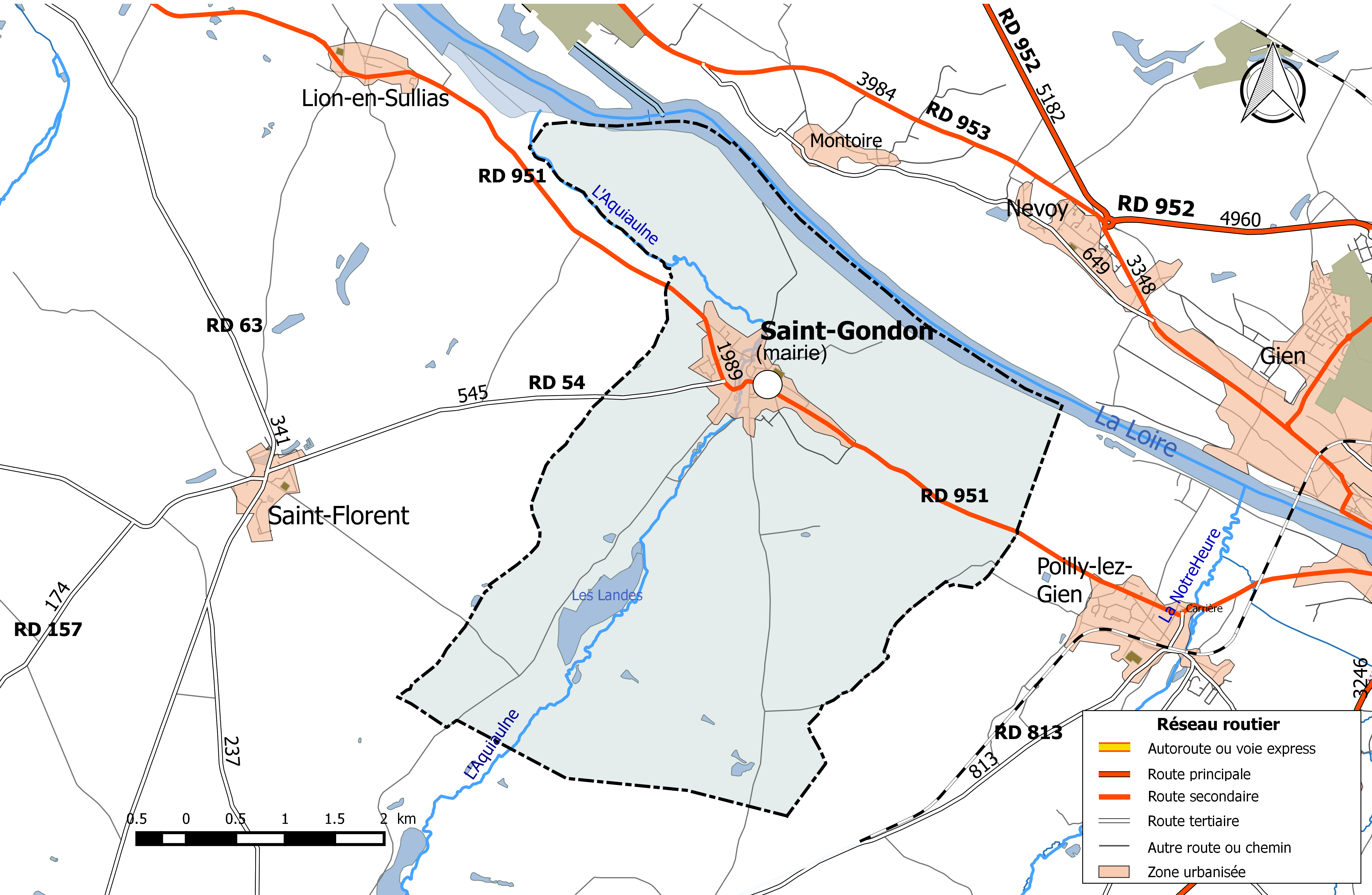
Réseau routier principal de la commune de Saint-Gondon (avec indication du trafic routier 2014).

#### Infrastructures routières
La commune est traversée par deux routes départementales : la RD 951 et la RD 54.
La RD 951 est l'ancienne route nationale 751, qui avait été créée en 1933 et était définie comme la route de Cosne-sur-Loire à la pointe de Saint-Gildas par la rive gauche de la Loire. La section traversant le Loiret, reliant Beaulieu-sur-Loire à Lailly-en-Val, a été transférée au département du Loiret par arrêté du 22 décembre 1972. En 2014, elle supporte sur le territoire communal un trafic de 1 989 véhicules/jour.
La RD 54 (545 véhicules/jour), qui relie la commune à Isdes est une route à faible trafic. Complétant ces voies, la commune est sillonnée de plusieurs voies communales et chemins ruraux desservant ses fermes et hameaux et les bourgs environnants.

#### Transports en commun routiers
Saint-Gondon est desservie par deux lignes régulières du réseau d'autocars interurbains Ulys : la ligne 7B qui relie Pierrefitte-ès-Bois à Sully-sur-Loire et la ligne 2 qui relie Viglain à Gien, correspondances SNCF à la gare de Gien. Depuis le 1er janvier 2017, la compétence des services de transports routiers interurbains, réguliers et à la demande est transférée des départements aux régions, et donc localement du département du Loiret à la région Centre-Val de Loire, consécutivement à la loi NOTRe du 7 août 2015. Dans ce cadre, le Réseau de mobilité interurbaine « Rémi » remplace chacun des réseaux de transports interurbains départementaux et en particulier le réseau Ulys dans le Loiret et  entre en service à compter de la rentrée scolaire du 4 septembre 2017.

#### Circulations douces
La commune est traversée par le chemin de grande randonnée 3, qui suit la vallée de la Loire dans son intégralité, du mont Gerbier de Jonc à La Baule, ou dans le sens contraire, sur une distance de 1 243 km.

### Risques naturels et technologiques majeurs
La commune de Saint-Gondon est vulnérable à différents aléas naturels : inondations (par débordement de la Loire ou de ruisseaux), climatiques (hiver exceptionnel ou canicule), mouvements de terrains ou sismique. Elle est également exposée à deux risques technologiques : le transport de matières dangereuses et le risque nucléaire. Quatre arrêtés ministériels portant ou ayant porté reconnaissance de l'état de catastrophes naturelles ont été pris entre 1989 et 2016 dont 3 pour des inondations par débordement de cours d'eau ou par ruissellement et coulée de boue.

#### Risque d'inondation

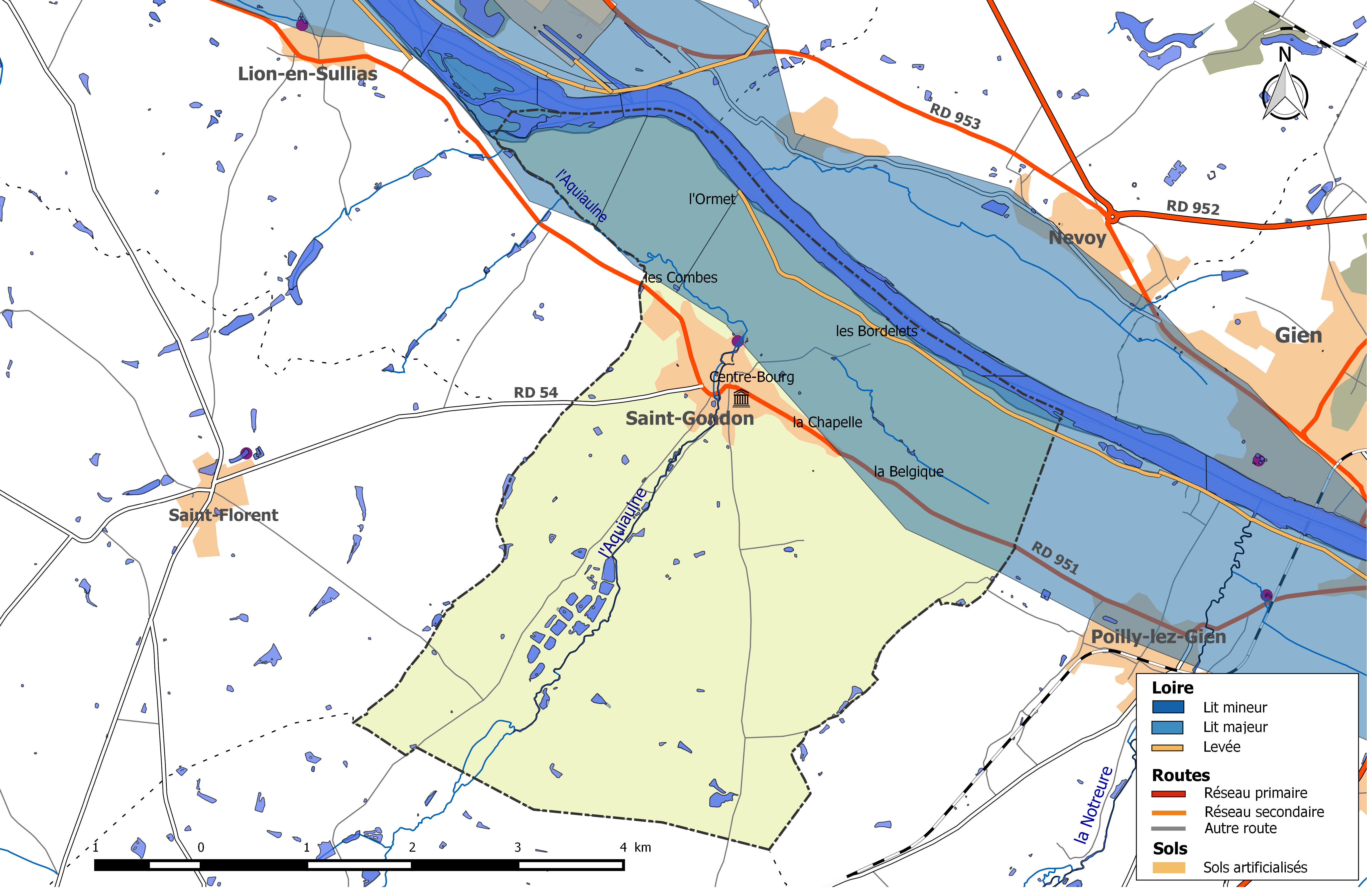
Zone inondable de la commune de Saint-Gondon.

La Loire est à l'origine des dégâts les plus importants sur la commune en cas de crue majeure. Les crues historiques sont celles de 1846, 1856, 1866 et 1907. Aucune crue n'a atteint depuis 1907 les hauteurs atteintes lors de ces événements catastrophiques.
La commune est inondée via différents phénomènes : par remous de la Loire dans le ruisseau de la Quiaulne dès la crue de période de retour de 20 ans, par contournement aval de la digue de protection du val de Gien (le val n'étant pas fermé en aval), par les eaux en provenance du déversoir de Saint-Martin-sur-Ocre, qui entre en fonctionnement dès la crue de période de retour de 20 ans et par surverse sur la levée au droit de Saint-Gondon à partir d'une crue de période de retour 70 ans.
Le risque d'inondation est pris en compte dans l'aménagement du territoire de la commune par le biais du Plans de prévention du risque d'inondation (PPRI) du val de Gien.
Deux documents permettent de définir les modalités de gestion de crise et d'organisation des secours : au niveau départemental, le Dispositif ORSEC départemental spécialisé déclenché en cas d'inondation de la Loire, le plan ORSIL, et au niveau communal le plan communal de sauvegarde.

#### Risque de mouvements de terrain
Le territoire de la commune peut être concerné par un risque d'effondrement de cavités souterraines non connues. Une cartographie départementale de l'inventaire des cavités souterraines et des désordres de surface a été réalisée. Il a été recensé sur la commune plusieurs effondrements de cavités.
Par ailleurs la commune a été reconnue sinistrée au titre des catastrophes naturelles durant ces dernières années à la suite des mouvements de terrain liés à la sécheresse (aléa moyen). Le phénomène de retrait-gonflement des argiles est la conséquence d'un changement d'humidité des sols argileux. Les argiles sont capables de fixer l'eau disponible mais aussi de la perdre en se rétractant en cas de sécheresse. Ce phénomène peut provoquer des dégâts très importants sur les constructions (fissures, déformations des ouvertures) pouvant rendre inhabitables certains locaux. Celui-ci a particulièrement affecté le Loiret après la canicule de l'été 2003. Une grande partie du territoire de la commune est soumis à un aléa « moyen » face à ce risque, selon l'échelle définie par le Bureau de recherches géologiques et minières (BRGM), particulièrement le long de la vallée de la Trézée et de la route de Coullons, le reste est en aléa « faible ».

#### Risque sismique
La totalité du département est classée en zone de sismicité « très faible ». À ce titre aucune réglementation spécifique ne s'applique aux constructions dites « à risque normal ».

#### Transport de matières dangereuses
Ce risque peut survenir en cas d'accident impliquant une unité mobile (ex. camion) ou une canalisation transportant des matières dangereuses (toxique, inflammable...). Une matière dangereuse est une substance susceptible de présenter un danger et des conséquences graves pour l'homme et son environnement. Saint-Gondon est concerné par la circulation sur le réseau routier (RD 940 en particulier) de camions chargés de matières dangereuses (livraison de gaz, livraison de matières dangereuses...) et par le passage sur son territoire d'un gazoduc haute pression enterré.

#### Risque nucléaire
En cas d’accident grave, certaines installations nucléaires sont susceptibles de rejeter dans l’atmosphère de l’iode radioactif. C'est en particulier le cas de la centrale nucléaire de Dampierre dont la partie occidentale de la commune se situe à l'intérieur du périmètre de 10 km du Plan particulier d'intervention relatif à cette installation. A ce titre les habitants de la commune, comme tous ceux résidant dans le périmètre proche de 10 km de la centrale ont bénéficié, à titre préventif, d'une distribution de comprimés d’iode stable dont l’ingestion avant rejet radioactif permet de pallier les effets sur la thyroïde d’une exposition à de l’iode radioactif. En cas d'incident ou d'accident nucléaire, la commune peut être considérée, en tout ou partie, comme zone de confinement ou comme zone d'évacuation et les habitants peuvent être amenés à ingérer, sur ordre du préfet, les comprimés en leur possession.

## Politique et administration

### Découpage territorial

#### Bloc communal: Commune et intercommunalités
La paroisse de Saint Gondon acquiert le statut de municipalité avec le  décret du 12 novembre 1789 de l'Assemblée Nationale puis celui de « commune », au sens de l'administration territoriale actuelle, par le décret de la Convention nationale du 10 brumaire an II (31 octobre 1793). Il faut toutefois attendre la loi du 5 avril 1884 sur l'organisation municipale pour qu'un régime juridique uniforme soit défini pour toutes les communes de France, point de départ de l’affirmation progressive des communes face au pouvoir central.
Aucun événement de restructuration majeure du territoire, de type suppression, cession ou réception de territoire, n'a affecté la commune depuis sa création.
La commune est membre de la communauté des communes giennoises depuis sa création le 21 décembre 2001, une intercommunalité qui remplace le district de Gien, créé par arrêté préfectoral du 3 juillet 1972.

#### Circonscriptions de rattachement
La loi du 22 décembre 1789 divise le pays en 83 départements découpés chacun en six à neuf districts eux-mêmes découpés en cantons regroupant des communes. Les districts, tout comme les départements, sont le siège d’une administration d’État et constituent à ce titre des circonscriptions administratives. La commune de Saint Goudon est alors incluse dans le canton de Coulons, le district de Gien et le département du Loiret.
La recherche d’un équilibre entre la volonté d’organiser une administration dont les cadres permettent l’exécution et le contrôle des lois d’une part, et la volonté d’accorder une certaine autonomie aux collectivités de base (paroisses, bourgs, villes) d’autre part, s’étale de 1789 à 1838. Les découpages territoriaux évoluent ensuite au gré des réformes visant à décentraliser ou recentraliser l'action de l'État. La régionalisation fonctionnelle des services de l'État (1945-1971) aboutit à la création de régions. L'acte I de la décentralisation de 1982-1983 constitue une étape importante en donnant l'autonomie aux collectivités territoriales, régions, départements et communes. L'acte II intervient en 2003-2006, puis l'acte III en 2012-2015.
Le tableau suivant présente les rattachements, au niveau infra-départemental, de la commune de Saint-Gondon aux différentes circonscriptions administratives et électorales ainsi que l'historique de l'évolution de leurs territoires.
| Circonscription             | Nom                | Période   | Type                         | Évolution du découpage territorial |
| --------------------------- | ------------------ | --------- | ---------------------------- | --- |
| District                    | Gien               | 1790-1795 | Administrative               | La commune est rattachée au district de Gien de 1790 à 1795,. La Constitution du 5 fructidor an III, appliquée à partir de vendémiaire an IV (1795) supprime les districts, rouages administratifs liés à la Terreur, mais maintient les cantons qui acquièrent dès lors plus d'importance. |
| Canton                      | Coulons            | 1790-1801 | Administrative et électorale | Le 10 février 1790, la municipalité de Saint Goudon est rattachée au canton de Coulons,. Les cantons sont supprimés, en tant que découpage administratif, par une loi du 26 juin 1793, et ne conservent qu'un rôle électoral. Ils permettent l’élection des électeurs du second degré chargés de désigner les députés. Les cantons acquièrent une fonction administrative avec la disparition des districts en 1795. |
| Canton                      | Gien               | 1801-2015 | Administrative et électorale | Sous le Consulat, un redécoupage territorial visant à réduire le nombre de justices de paix ramène le nombre de cantons dans le Loiret de 59 à 31. Saint Goudon est alors rattachée par arrêté du 9 vendémiaire an X (30 septembre 1801) au canton de Gien, sous le nom de Saint-Goudon,. |
| Canton                      | Sully-sur-Loire    | 2015-     | Électorale                   | La loi du 17 mai 2013 et ses décrets d'application publiés en février et mars 2014 introduisent un nouveau découpage territorial pour les élections départementales. La commune est alors rattachée au nouveau canton de Sully-sur-Loire. Depuis cette réforme, plus aucun service de l'État n'exerce sa compétence sur un territoire s'appuyant sur le nouveau découpage cantonal. Le canton a disparu en tant que circonscription administrative de l'État ; il est désormais uniquement une circonscription électorale destinée à l'élection d'un binôme de conseillers départementaux siégeant au conseil départemental. |
| Arrondissement              | Gien               | 1801-1926 | Administrative               | Saint-Goudon est rattachée à l'arrondissement de Gien par arrêté du 9 vendémiaire an X (30 septembre 1801),. |
| Arrondissement              | Montargis          | 1926-     | Administrative               | Sous la Troisième République, en raison d'un endettement considérable et de l'effort nécessaire pour la reconstruction post-Première Guerre mondiale, la France traverse une crise financière. Pour réduire les dépenses de l’État, Raymond Poincaré fait voter plusieurs décrets-lois réformant en profondeur l’administration française : 106 arrondissements sont ainsi supprimés, dont ceux de Gien et de Pithiviers dans le Loiret par décret du 10 septembre 1926. Saint-Gondon est ainsi transférée de l'arrondissement de Gien à celui de Montargis,.                                                                |
| Circonscription législative | 3e circonscription | 2010-     | Électorale                   | Lors du découpage législatif de 1986, le nombre de circonscriptions législatives passe dans le Loiret de 4 à 5. Un nouveau redécoupage intervient en 2010 avec la loi du 23 février 2010. En attribuant un siège de député « par tranche » de 125 000 habitants, le nombre de circonscriptions par département varie désormais de 1 à 21,. Dans le Loiret, le nombre de circonscriptions passe de cinq à six. Saint-Gondon, initialement rattachée à la quatrième circonscription, est, après 2010, rattachée à la troisième circonscription.                                                                                |

#### Collectivités de rattachement
La commune de Saint-Gondon est rattachée au département du Loiret et à la région Centre-Val de Loire, à la fois circonscriptions administratives de l'État et collectivités territoriales.

### Politique et administration municipales

#### Conseil municipal et maire
Depuis les élections municipales de 2014, le conseil municipal  de Saint-Gondon, commune de plus de 1 000 habitants, est élu au scrutin proportionnel de liste à deux tours (sans aucune modification possible de la liste), pour un mandat de six ans renouvelable. Il est composé de 15 membres. L'exécutif communal est constitué par le maire, élu par le conseil municipal, parmi ses membres, pour un mandat de six ans, c'est-à-dire pour la durée du mandat du conseil. Didier Boulogne est maire depuis 2001.
| Période   | Période  | Identité           | Étiquette   | Qualité                                                                |
| --------- | -------- | ------------------ | ----------- | ---------------------------------------------------------------------- |
| 1816      | 1826     | Vrain Parendeau    | indépendant |                                                                        |
| 1826      | 1833     | Lehaussois         | indépendant |                                                                        |
| 1833      | 1834     | Antoine Vrillet    | indépendant |                                                                        |
| 1835      | 1837     | Charles Petit      | indépendant |                                                                        |
| 1837      | 1840     | Edouard Fougeu     | indépendant |                                                                        |
| 1840      | 1846     | Sylvain Moulin     | indépendant |                                                                        |
| 1846      | 1848     | Théodore Bonin     | indépendant |                                                                        |
| 1848      | 1850     | Sylvain Moulin     | indépendant |                                                                        |
| 1850      | 1858     | Eugène d'Argout    | indépendant | Général Comte                                                          |
| 1858      | 1878     | Étienne Marcel     | indépendant | Général                                                                |
| 1878      | 1887     | Emile Lefebvre     | indépendant |                                                                        |
| 1887      | 1888     | Pierre Robinot     | indépendant |                                                                        |
| 1888      | 1892     | Patient Gaurier    | indépendant |                                                                        |
| 1892      | 1893     | Etienne Bourassin  | indépendant |                                                                        |
| 1893      | 1896     | Pierre Robinot     | indépendant |                                                                        |
| 1896      | 1903     | Edmond Pelloie     | indépendant |                                                                        |
| 1903      | 1912     | Lucien Gaurier     | indépendant |                                                                        |
| 1912      | 1945     | Jules Guillot      | indépendant |                                                                        |
| 1945      | 1953     | Ulysse Boureux     | indépendant |                                                                        |
| 1953      | 1959     | Roland Robinot     | indépendant |                                                                        |
| 1959      | 1971     | Eugène Vieugué     | indépendant |                                                                        |
| 1971      | 1977     | Roland Coutant     | indépendant |                                                                        |
| 1977      | 2001     | Georges Aupart     | indépendant |                                                                        |
| 2001      | 2014     | Jean-Pierre Pougny | indépendant |                                                                        |
| mars 2014 | mai 2020 | Jean-Pierre Pougny |             | Retraité salarié du secteur privé                                      |
| mai 2020  | En cours | Didier Boulogne,   |             | Ancien cadre, suppléant de la députée Constance de Pélichy depuis 2024 |

### Jumelages

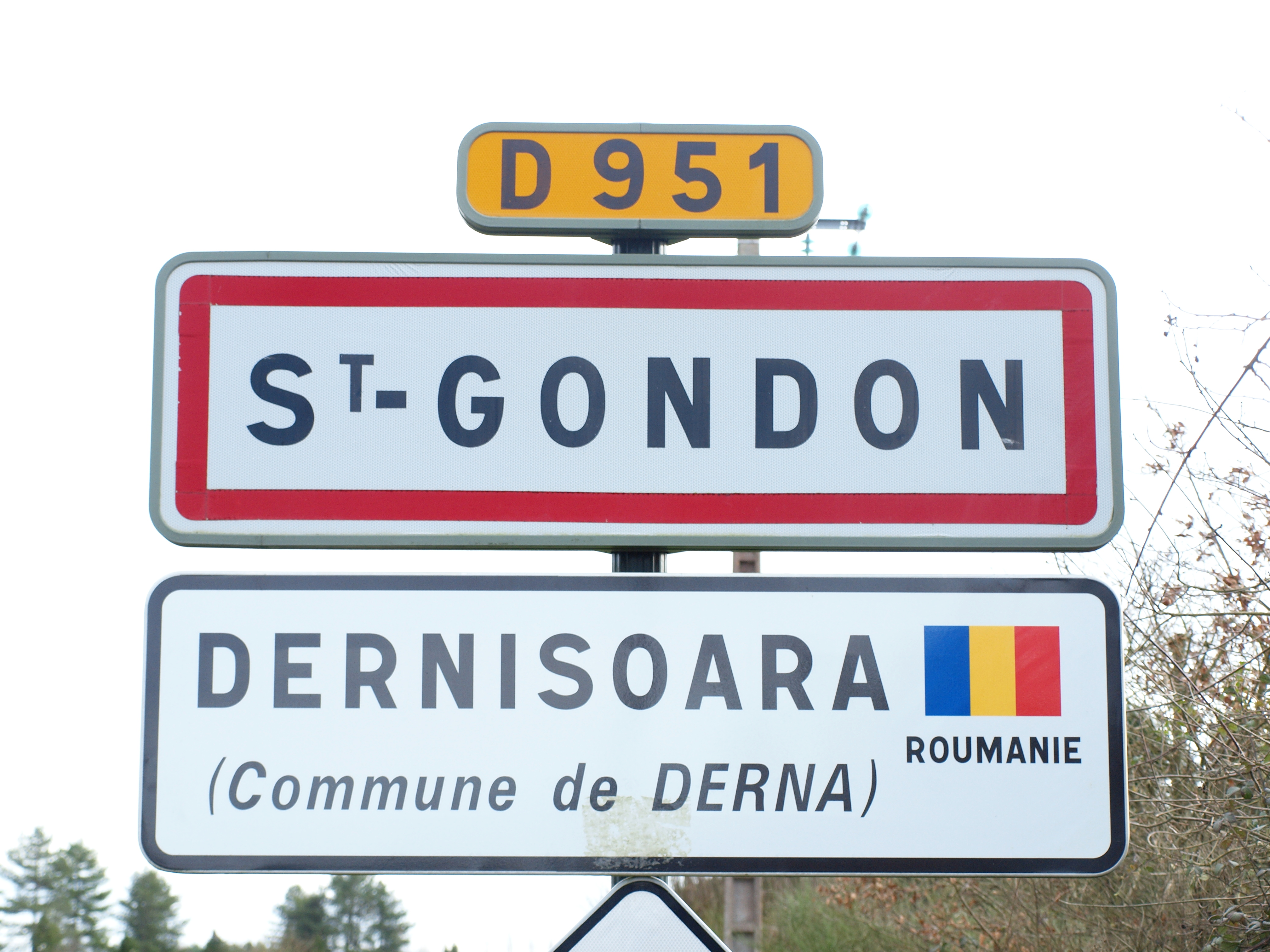
Panneau de jumelage.

La commune est jumelée avec Dernisoara, commune de Derna en Roumanie.

## Équipements et services

### Environnement

#### Gestion des déchets
En  2016, la commune est membre du syndicat mixte de collecte et de traitement des ordures ménagères des cantons de Gien, Châtillon Coligny, Briare et Châtillon-sur-Loire (SMICTOM). Celui-ci assure la collecte et le traitement des ordures ménagères résiduelles en porte à porte, des emballages ménagers recyclables, des encombrants et du verre en points d’apport volontaire. Un réseau de sept déchèteries accueille les encombrants et autres déchets spécifiques (déchets verts, déchets dangereux, gravats, ferraille, cartons…). La déchèterie la plus proche est située sur la commune de Poilly-lez-Gien,. L'élimination et la valorisation énergétique des déchets ménagers et de ceux issus de la collecte sélective sont effectuées par le SYCTOM de Gien-Châteauneuf-sur-Loire qui comprend un centre de transfert de déchets ménagers et un centre de stockage de déchets ultimes (CSDU) de classe II à Saint-Aignan-des-Gués ainsi qu'une usine d’incinération des ordures ménagères à Gien-Arrabloy
Depuis le 1er janvier 2017, la « gestion des déchets ménagers » ne fait plus partie des compétences de la commune mais est une compétence obligatoire de la communauté des communes giennoises en application de la loi NOTRe du 7 août 2015.

#### Production et distribution d'eau
Le service public d’eau potable est une compétence obligatoire des communes depuis l’adoption de la loi du 30 décembre 2006 sur l’eau et les milieux aquatiques. Au 31 décembre 2016, la production et la distribution de l'eau potable sur le territoire communal sont assurées par la commune elle-même.
La loi NOTRe du 7 août 2015 prévoit que le transfert des compétences « eau et assainissement » vers les communautés de communes sera obligatoire à compter du 1er janvier 2020. Le transfert d’une compétence entraîne  de  facto la mise à disposition gratuite de plein droit des biens, équipements et services publics utilisés, à la date du transfert, pour l'exercice de ces compétences et la substitution de la communauté dans les droits et obligations des communes,.

#### Assainissement
La compétence assainissement, qui recouvre obligatoirement la collecte, le transport et l’épuration des eaux usées, l’élimination des boues produites, ainsi que le contrôle des raccordements aux réseaux publics de collecte, est assurée par la communauté des communes giennoies.
La commune est raccordée à une station d'épuration située sur le territoire communal, mise en service le 1er juin 1980 et dont la capacité nominale de traitement est de  1 500 EH, soit 250 m3/jour. Cet équipement utilise un procédé d'épuration biologique dit « à boues activées »,.
L’assainissement non collectif (ANC) désigne les installations individuelles de traitement des eaux domestiques qui ne sont pas desservies par un réseau public de collecte des eaux usées et qui doivent en conséquence traiter elles-mêmes leurs eaux usées avant de les rejeter dans le milieu naturel. La Communauté des communes giennoises a créé un service public d'assainissement non collectif (SPANC) qui a pour missions la vérification de la conception et de l’exécution des ouvrages pour les installations neuves ou réhabilitées et la vérification périodique du bon fonctionnement et de l’entretien des installations existantes,.

## Population et société

### Démographie
L'évolution du nombre d'habitants est connue à travers les recensements de la population effectués dans la commune depuis 1793. Pour les communes de moins de 10 000 habitants, une enquête de recensement portant sur toute la population est réalisée tous les cinq ans, les populations de référence des années intermédiaires étant quant à elles estimées par interpolation ou extrapolation. Pour la commune, le premier recensement exhaustif entrant dans le cadre du nouveau dispositif a été réalisé en 2006.
En 2022, la commune comptait 1 046 habitants, en évolution de −6,19 % par rapport à 2016 (Loiret : +1,89 %, France hors Mayotte : +2,11 %).
| 1793 | 1800 | 1806 | 1821 | 1831 | 1836 | 1841 | 1846 | 1851  |
| ---- | ---- | ---- | ---- | ---- | ---- | ---- | ---- | ----- |
| 724  | 735  | 679  | 743  | 843  | 920  | 900  | 904  | 1 007 |

| 1856  | 1861  | 1866  | 1872  | 1876  | 1881  | 1886  | 1891  | 1896  |
| ----- | ----- | ----- | ----- | ----- | ----- | ----- | ----- | ----- |
| 1 058 | 1 074 | 1 115 | 1 056 | 1 071 | 1 056 | 1 095 | 1 088 | 1 041 |

| 1901 | 1906 | 1911 | 1921 | 1926 | 1931 | 1936 | 1946 | 1954 |
| ---- | ---- | ---- | ---- | ---- | ---- | ---- | ---- | ---- |
| 970  | 911  | 909  | 762  | 735  | 681  | 625  | 637  | 577  |

| 1962 | 1968 | 1975 | 1982 | 1990 | 1999 | 2006  | 2011  | 2016  |
| ---- | ---- | ---- | ---- | ---- | ---- | ----- | ----- | ----- |
| 550  | 540  | 576  | 683  | 778  | 875  | 1 024 | 1 111 | 1 115 |

| 2021  | 2022  | - | - | - | - | - | - | - |
| ----- | ----- | - | - | - | - | - | - | - |
| 1 063 | 1 046 | - | - | - | - | - | - | - |

## Économie
- Zone d'activités du Chemin de Saint-Marc ;
- Sologne Autruches : élevage d'autruches[105].

## Enseignement
Saint-Gondon est situé dans l'académie d'Orléans-Tours et la circonscription de Gien. La commune possède une école primaire.

## Culture et patrimoine

### Lieux et monuments

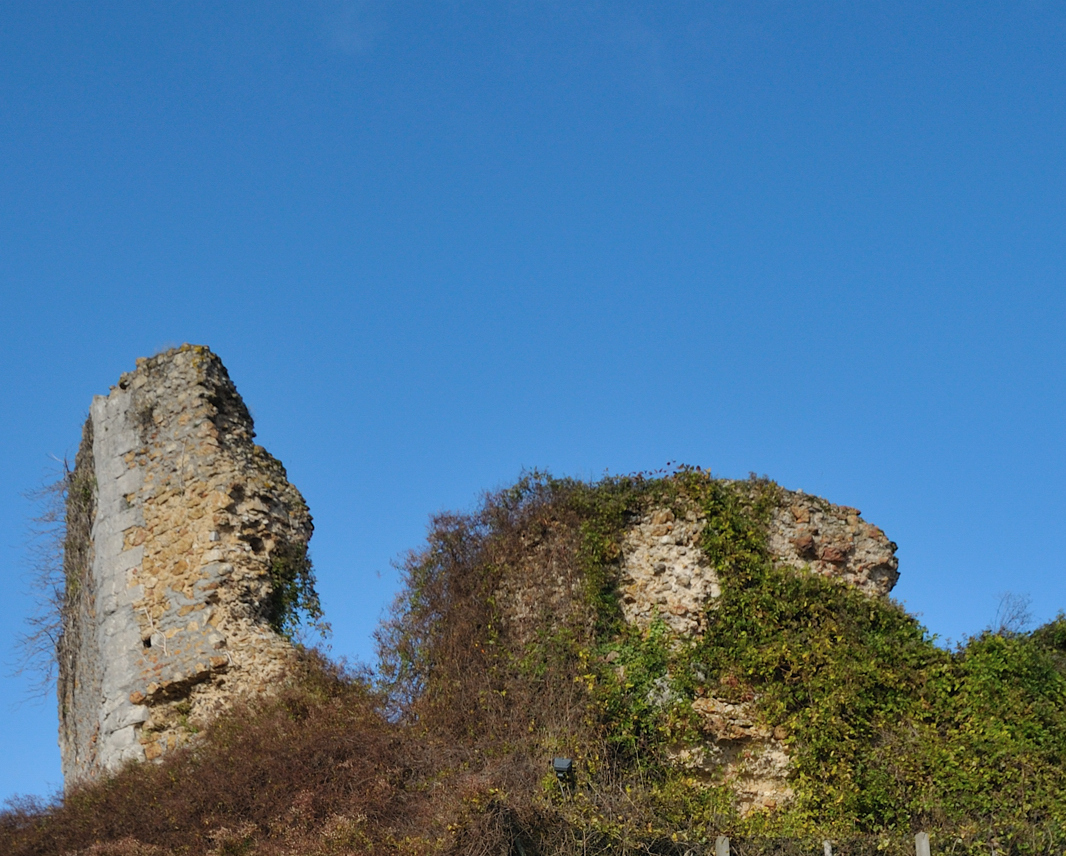
Le donjon de la Motte.

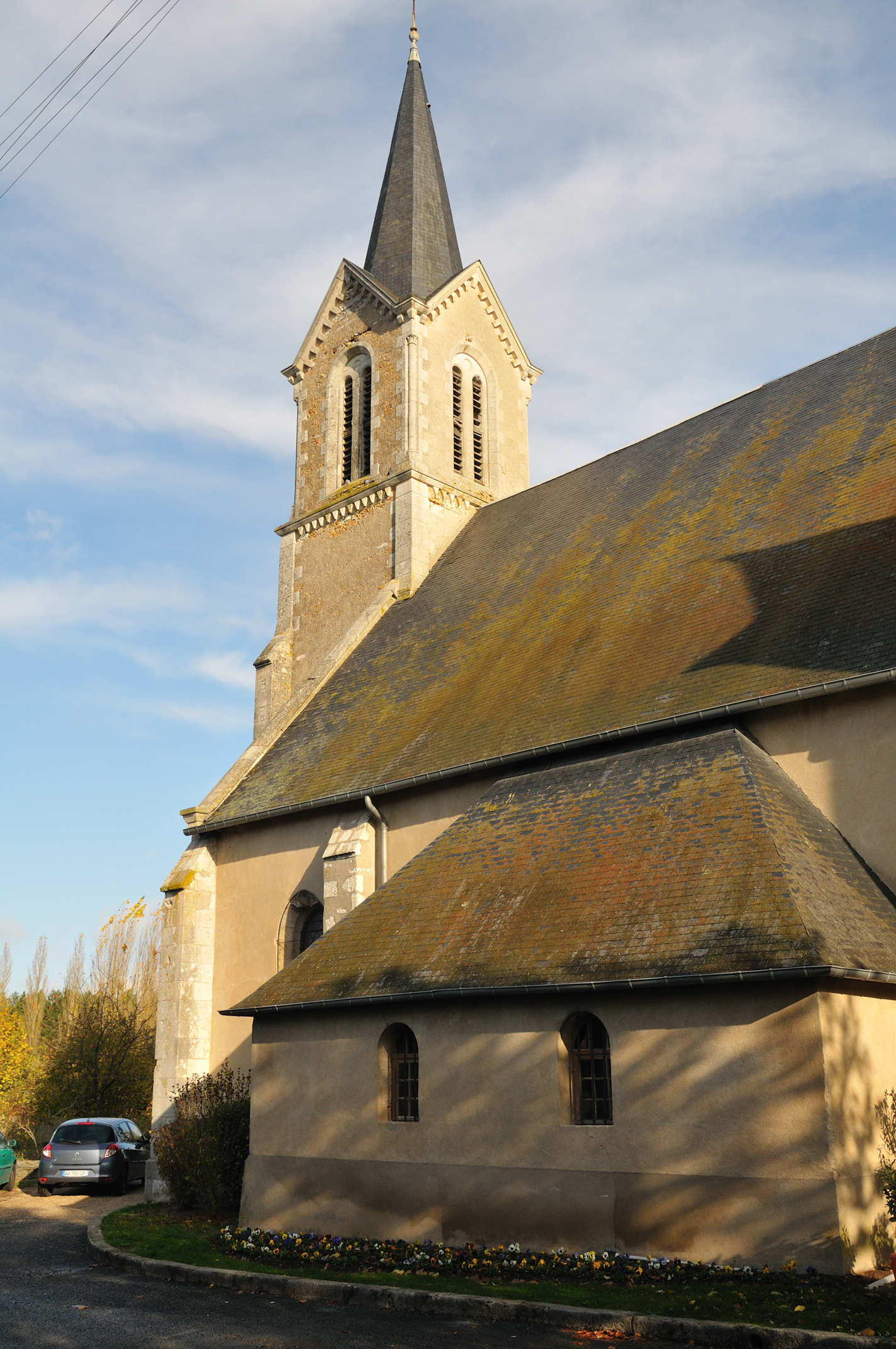
L'église Saint-Gondon.

- Le prieuré de Saint-Gondon avec son logis prioral datant du XVe siècle : primitivement monastère, il devient un prieuré rattaché à l'abbaye angevine du Mont-Glonne de Saint-Florent-le-Vieil. Il s'agit d'une propriété privée, inscrite aux Monuments historiques depuis le 7 octobre 1975 pour ses façades, toitures et sa cheminée de la grande salle de l'ancien logis[107].
- Les ruines du donjon de la Motte, datant du XIe siècle appartiennent à la commune et sont inscrites aux Monuments historiques depuis le 27 octobre 1971[108].
- Une maison à pans de bois datant XVe siècle  inscrite aux Monuments historiques depuis le 11 mai 1994[109].
- Le Menhir des Pierres Longues est un menhir au lieu-dit des Pierres longues datant du Néolithique inscrit aux Monuments historiques depuis le 9 juillet 1986[110].
- L'église Saint-Gondon datant des XIe et XVIe siècles. Le clocher datant de 1865 renferme une cloche en bronze, datant de 1729, est classée au titre d'objet au Monuments historiques depuis le 19 mars 1943[111].
- Le château de Dominuze, au lieu-dit Dominus, édifié au XVIIIe siècle, résidence de la famille Langlois de Rubercy (Faïencerie de Gien).
- La fontaine du Bon Saint-Gondon.
- La commune est située dans la zone de protection spéciale vallée de la Loire du Loiret du réseau Natura 2000[112].

### Personnalités liées à la commune

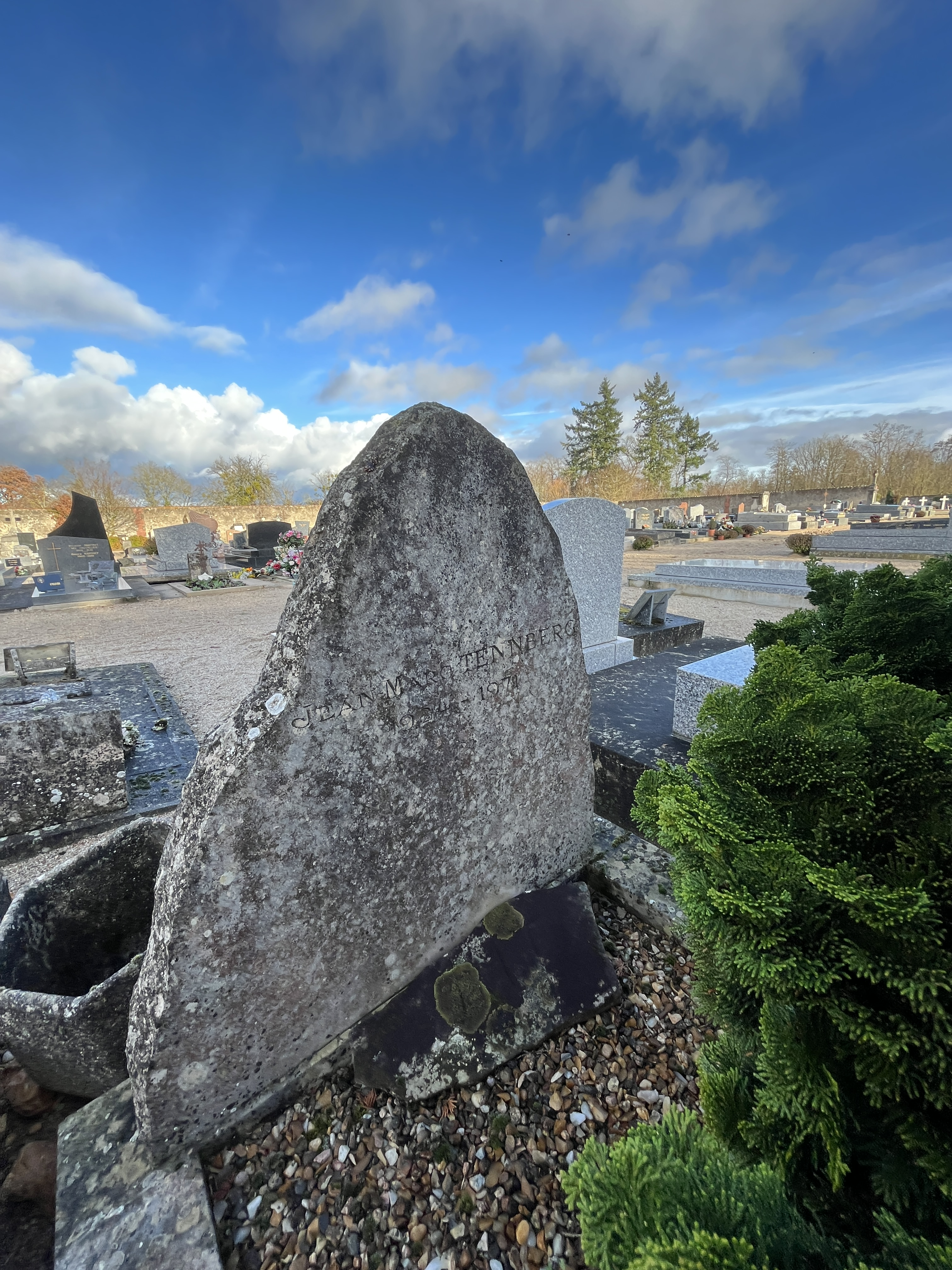
Tombe de Jean-Marc Tennberg au cimetière de Saint-Gondon.

- Edme-Lin-Clet de Rancourt de Villiers (1729-1823), député de la noblesse aux États généraux de 1789. Il décède à Saint-Gondon.
- Étienne Marcel (1792-1880), général français, mort à Saint-Gondon le 8 avril 1880. Il fut conseiller municipal puis maire.
- Général comte Eugène d'Argout né le 24 octobre 1787 à Paris, mort à Saint-Gondon le 28 avril 1868. Conseiller municipal puis maire pendant huit ans.
- Jean-Marc Tennberg (1924-1971), acteur poète né à Paris ; repose dans le cimetière de Saint-Gondon, lieu où il passait ses vacances étant jeune, sa grand-mère étant native de Saint-Gondon.
- Fosco Focardi (1910-1991), résistant communiste. Il fut conseiller municipal de Saint-Gondon.

### Culture locale
L'andouille de Saint-Gondon est une spécialité locale ; sa recette est protégée par un brevet.